# سعيد حزام (لاعب كرة قدم سعودي)
سعيد سعد حزام الشهراني مواليد 23 يونيو 1990 في السعودية، هو لاعب كرة قدم سعودي .

## الحياة الشخصية
سعيد هو شقيق اللاعب محمد الشهراني .

## مسيرة اللاعب
لعب سابقاً في نادي ضمك ونادي أحد.

## روابط خارجية
- سعيد سعد حزام على موقع قاعدة بيانات كرة القدم.إي يو (الإنجليزية)
- سعيد سعد حزام على موقع Soccerway.com (الإنجليزية)
- سعيد سعد حزام على موقع كووورة